# Odontomera canonigra
Odontomera canonigra är en tvåvingeart som beskrevs av Günther Enderlein 1912. Odontomera canonigra ingår i släktet Odontomera och familjen Richardiidae.
Artens utbredningsområde är Colombia. Inga underarter finns listade i Catalogue of Life.